# Francis Collins
Francis Sellers Collins (Staunton, 14 april 1950) is een Amerikaans arts en geneticus. 

## Loopbaan
Tussen 1993 en 2008 was Collins directeur van het National Human Genome Research Institute. Hij gaf daar leiding aan het Menselijkgenoomproject en kon in 2000 bekendmaken, dat de structuur van het menselijk genome in grote lijnen bekend was. Naar aanleiding daarvan verscheen zijn portret op de omslag van Time Magazine. In 2003 werd het project officieel afgerond met een presentatie door president Clinton en premier Blair.
Hij werd in 2009 directeur van de National Institutes of Health, waar hij einde 2021 met pensioen ging.

## Eerbetoon
In 2009 benoemde paus Benedictus XVI hem tot lid van de Pauselijke Academie voor Wetenschappen. In 2020 won hij de Templetonprijs voor een persoon die toont hoe geloof wetenschappelijk onderzoek kan motiveren en inspireren.